# Jantar-Leśniczówka
Jantar is een kustplaats in het Poolse district  Nowodworski (Pommeren), woiwodschap Pommeren. De plaats maakt deel uit van de gemeente Stegna.
De plaats is gelegen aan de provinciale weg 501 (Droga wojewódzka 501).